# Roko Šimić
Roko Šimić (Milánó, 2003. szeptember 10. –) horvát korosztályos válogatott labdarúgó, a belga Kortrijk csatára kölcsönben a walesi Cardiff City csapatától.

## Pályafutása

### Klubcsapatokban
Šimić az olaszországi Milánó városában született. Az ifjúsági pályafutását a horvát Dinamo Zagreb és Kustošija csapatában kezdte, majd a Lokomotiva Zagreb akadémiájánál folytatta.
2020-ban mutatkozott be a Lokomotiva Zagreb első osztályban szereplő felnőtt keretében. 2021-ben az osztrák Red Bull Salzburg szerződtette. Először a 2021. október 24-ei, Sturm Graz ellen 4–1-re megnyert mérkőzés 86. percében, Karim Adeyemi cseréjeként lépett pályára. A 2021–22-es szezonban a Liefering, míg a 2022–23-as szezon második felében a svájci Zürich csapatát erősítette kölcsönben. A svájci ligában 2023. január 21-én, a Luzern ellen idegenben 2–2-es döntetlennel zárult bajnoki 77. percében, Jonathan Okitat váltva debütált, majd a hátralévő húsz perc alatt két gólt is szerzett a klub színeiben.
2024. augusztus 30-án négyéves szerződést kötött az angol másodosztályban érdekelt Cardiff City együttesével. A 2024–25-ös idényben a belga Kortrijknál szerepelt, mint kölcsönjátékos.

### A válogatottban
Šimić az U15-ös, az U16-os, az U17-es és az U21-es korosztályú válogatottakban is képviselte Horvátországot.

## Statisztikák
2024. május 19. szerint

| Klub                   | Szezon   | Osztály            | Bajnokság | Bajnokság | Kupa  | Kupa | Nemzetközi | Nemzetközi | Összesen | Összesen |
| Klub                   | Szezon   | Osztály            | Meccs     | Gól       | Meccs | Gól  | Meccs      | Gól        | Meccs    | Gól      |
| ---------------------- | -------- | ------------------ | --------- | --------- | ----- | ---- | ---------- | ---------- | -------- | -------- |
| Lokomotiva Zagreb      | 2020–21  | 1. HNL             | 25        | 3         | 1     | 1    | —          | —          | 26       | 4        |
| Red Bull Salzburg      | 2021–22  | Osztrák Bundesliga | 1         | 0         | 1     | 0    | 1          | 0          | 3        | 0        |
| Red Bull Salzburg      | 2022–23  | Osztrák Bundesliga | 9         | 0         | 2     | 1    | 2          | 0          | 13       | 1        |
| Red Bull Salzburg      | 2023–24  | Osztrák Bundesliga | 28        | 5         | 4     | 0    | 6          | 1          | 38       | 6        |
| Liefering (kölcsönben) | 2021–22  | 2. Liga            | 24        | 19        | 0     | 0    | —          | —          | 24       | 19       |
| Zürich (kölcsönben)    | 2022–23  | Swiss Super League | 16        | 4         | 0     | 0    | —          | —          | 16       | 4        |
| Összesen               | Összesen | Összesen           | 103       | 31        | 8     | 2    | 9          | 1          | 120      | 34       |

## Sikerei, díjai
Red Bull Salzburg
- Osztrák Bundesliga
  - Bajnok (1): 2021–22
  - Ezüstérmes (1): 2023–24

- Osztrák Kupa
  - Győztes (1): 2021–22